# الرياضة في تشيلي

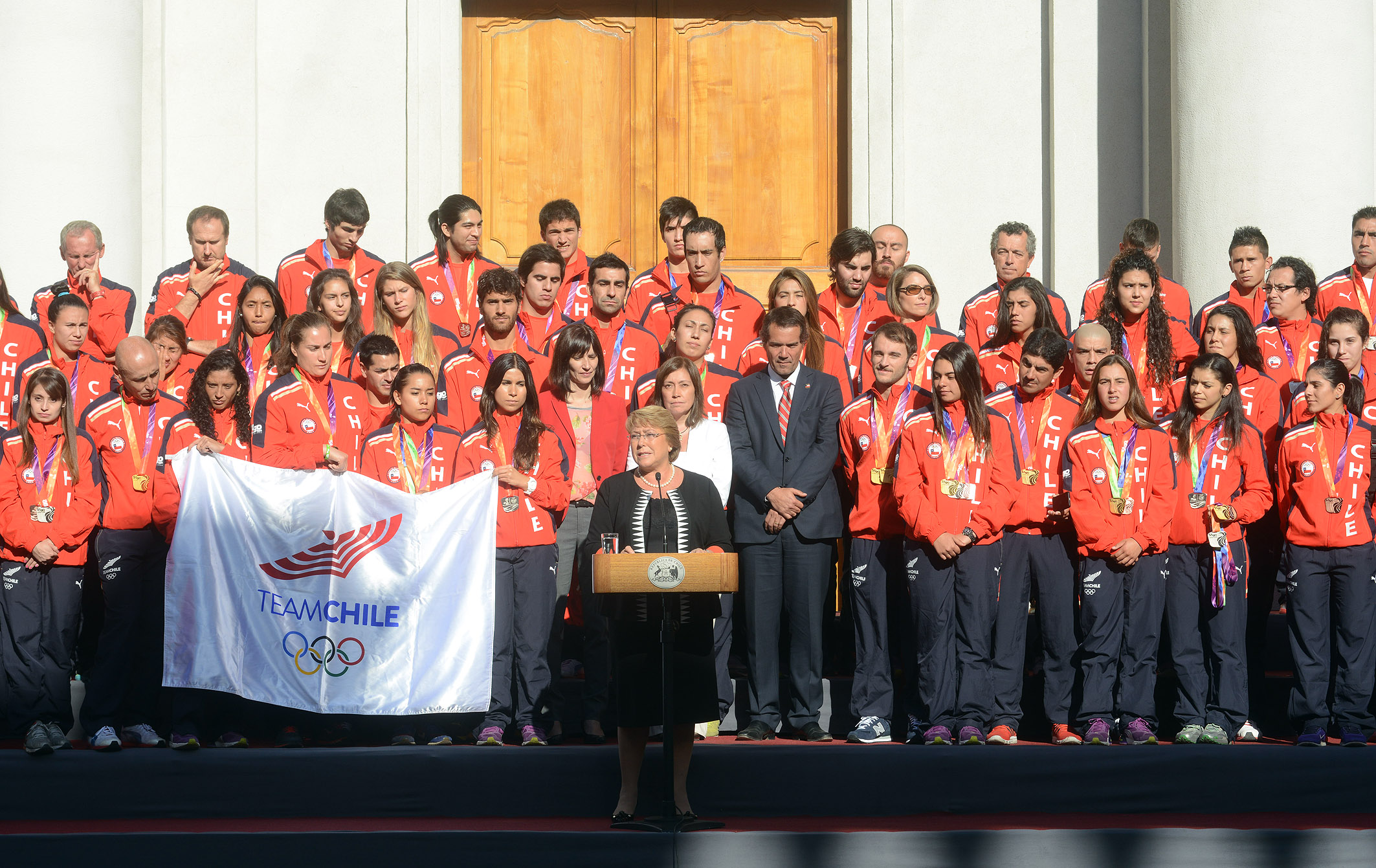

تمارَس الرياضة في تشيلي على صعيد الهواة والصعيد المهني كذلك، وتمارس في البلاد وخارجها على حد سواء من أجل التطور والتحسن، أو من أجل تمثيل البلاد خارجيًا. تُعد كرة القدم الرياضة الأكثر شعبية في تشيلي. ومع ذلك، فإن الرياضة الأكثر نجاحًا في البلاد هي رياضة التنس. تعَد مسابقات رعاة البقر التشيلية أكثر الرياضات ممارسةً في شيلي في المناطق الريفية، وهي الرياضة الوطنية هناك. حققت تشيلي نجاحًا دوليًا كبيرًا في الرياضات الأخرى، وكان هناك شخصيات مهمة، ومع ذلك فإن مثل هذه الإنجازات غير معروفة لعامة السكان؛ لأنها ليست رياضات تحظى بشعبية في جميع أنحاء البلاد.
تتمتع البلاد ببعض الخبرة في استضافة الأحداث الرياضية العالمية الكبرى مثل كأس العالم لكرة السلة 1959.

## التاريخ
كانت أول رياضة لعبت في تشيلي هي«بالين» (على غرار لعبة الهوكي)، التي مارسها مابوتشي لأول مرة قبل اكتشاف البلاد وغزوها. سُميت اللعبة لاحقًا «تشويكا» بواسطة الفاتحين الإسبان.
قدم الأوروبيون رياضات أخرى غير معروفة في هذا البلد بعد سنوات. تُعتبر فالبارايسو الميناء الرئيس لتشيلي، وبسبب صناعة النترات الناشئة في الشمال، أصبح مفترق طرق للسفن القادمة من أوروبا، إذ جلب المعدات والموظفين للصحف ومكافحة الحرائق والسكك الحديدية ومحركات البخار وغيرها. جاء مهاجرون من إنجلترا وإيطاليا وإسبانيا للعمل في تعدين نترات التلال. سافروا إلى تشيلي من أجل البقاء والعيش، لكن المهاجرين كانوا يتوقون إلى عادات القارة القديمة، وخاصة البريطانيين. نشأت الرياضة التشيلية في مدينة فالبارايسو في النصف الثاني من القرن التاسع عشر من قبل البريطانيين وذريتهم المولودين في تشيلي، الذين بدأوا في ركوب الخيل، ثم لعبوا لعبة الكريكيت. في عام 1870، بنيت ملاعب تنس الريشة والتنس الأرضي. ثم أُنشئت بعد ذلك أندية الرغبي وكرة القدم بأسماء بريطانية ما تزال تستخدم حتى الآن، إذ ما تزال أسماء مثل واندررز وإيفرتون حاضرة في الميناء والمدينة المجاورة لها، فينيا ديل مار. لُعبت الرياضة في البداية من أجل التسلية وتحسين الصحة، لكنها أصبحت في ما بعد تعبيرًا عن الترفيه الذي سيكسب المتفرجين والمشجعين.
لم تتطور الرياضة بشكل مستقر، ولم يوجد تخطيط من قبل الحكومة باستثناء إرادة المهتمين وأموالهم، لم توجد أي مساهمات مالية كبيرة. شاركت تشيلي مع بعض الدول المختارة التي افتتحت الألعاب الأولمبية الحديثة في أثينا باليونان، إذ لم يكن هناك تمثيل رسمي، باستثناء الحضور العفوي لرياضي واحد هو لويس سوبركاسو، الذي وصل مرتديًا الألوان الوطنية لادارة سباق 100 متر، وكان قد تدرب على الجري في الهواء الطلق. بعد مئة عام من الرياضة الحديثة، لم ينتج تاريخ تشيلي الكثير من الأبطال الرياضيين على المستوى العالمي، ولكن بحلول نهاية القرن العشرين، أصبح من الواضح أن الفوز هو الهدف الرئيس من المنافسة. الانتصارات في هذه الأثناء كانت أقل مما يرغب الكثير -ولكن بشكل موضوعي- أكثر مما يعتقد الكثيرون.

## الالعاب الرياضية
حققت تشيلي أول ميدالية أولمبية في ميدان ألعاب القوى.

### سباق المضمار والميدان
ركض مانويل بلازا رييس 42.195 كلم في ساعتين و33 دقيقة و23 ثانية، ففاز بميدالية فضية في دورة الألعاب الأولمبية لعام 1928 في أمستردام. فازت مارلين أرينز بميدالية فضية في رمي الرمح في دورة الألعاب الأولمبية لعام 1956 وهي أول امرأة تمثل شيلي تفوز بميدالية أولمبية. الرياضي الذي حقق الفوز الأخير هو العداء سيباستيان كيتل، الذي اعتُبر في ذلك الوقت أسرع رجل أبيض في العالم في سباق 200 متر. 

### السباق الثلاثي
كان المثال الرئيس للسباق الثلاثي التشيلي هو كريستيان بوستوس الذي فاز تقريبًا بلقب الرجل الحديدي في هاواي في عام 1992. ركض بوستوس سباقًا صعبًا ضد الأمريكي مارك ألين الأسطوري واحتل بوستوس المركز الأول في مرحلة الجري، ولكن على بعد 25 كلم، تفوق عليه ألين وحصل بوستوس على المركز الثاني. حاليًا، أفضل مشاركة من الإناث في تشيلي هي باربرا ريفيروس التي صنفت أفضل متسابقة ثلاثية في أمريكا اللاتينية، والثامنة في العالم في بطولة العالم للسباق الثلاثي عام 2005. أفضل لاعب رياضي تشيلي في السباق الثلاثي هو فيليبي فان دي وينجارد، الذي حقق إنجازات كبيرة على الصعيدين الوطني والخارجي.

## الملاكمة
تحظى الملاكمة بشعبية في شيلي. كان لويس فيسينتيني وإستانيسلاو لويزا (إل تاني) من الملاكمين التشيليين البارزين في عشرينيات القرن العشرين. كان أعظم ملاكم في ثلاثينيات القرن الماضي هو أرتورو غودوي الذي قاتل مرتين ضد جو لويس، وكان حتى تقاعده بطل أمريكا الجنوبية في جميع الأوزان. كان رامون تابيا وكلاوديو بارينتوس وكارلوس لوكاس من أصحاب الميداليات الفضية والبرونزية في أولمبياد ملبورن 1956. قاتل غودفري ستيفنز عام 1970 على اللقب العالمي في وزن الريشة ضد الياباني سوشو ساجيو. كان مارتن فارغاس أحد أبرز المقاتلين في فئة وزن الذبابة، الذي كان بطل أمريكا الجنوبية في تخصصه وحاول الحصول على اللقب العالمي للملاكمة لتشيلي أربع مرات، ولكنه خسر في كل المرات ولكنه أصبح رمزًا وطنيًا على الرغم من ذلك. كان كارلوس كروزات بطل العالم في فئة «الكروس» في الرابطة الدولية للملاكمة. في الملاكمة النسائية، كانت باتريشيا ديميك بطلة العالم وأصبحت أول ملاكمة تشيلية (ذكر أو أنثى) تحمل اللقب العالمي.

## الفروسية
حققت رياضة الفروسية نجاحات كبيرة لتشيلي. نجح الكابتن في الجيش التشيلي ألبرتو لاراجويبيل موراليس مع حصانه «هواسو» في كسر الرقم القياسي العالمي لحاجز 2.47 متر في عام 1949.
شارك فريق تشيلي بأكمله للفروسية في ثلاثة تخصصات في دورة الألعاب الأولمبية لعام 1952: القفز، والترويض، والالتقاء وحصل على الميداليات الفضية في القفز الجماعي والقفز الفردي. وكان الحائزون على ميداليات الزوجي هم ريكاردو إيشفيريا في «ليندو بيل» (الجيش)، وسيزار ميندوزا دوران على «بيلان» (كارابينيروس دي تشيلي) وأوسكار كريستي على «بامبي» (كارابينيروس). وفاز الأخير بالميدالية الفضية في المنافسة الفردية.
منحت اللجنة الأولمبية الدولية في نيويورك في عام 1981 الجنرال إدواردو يانيز زافالا تميزًا بأنه «أفضل متسابق على الإطلاق» تكريمًا لإنجازاته الكبيرة في الثلاثينيات والأربعينيات. أُطلق عليه «المايسترو»، وكان رائد تشيلي في مسابقات لا تعَد ولا تحصى للفروسية، ورئيس اتحاد الفروسية، والقاضي الأولمبي الدولي.

## مبارزة السلاح
المبارزة غير معروفة في تشيلي. ومع ذلك، كان لتشيلي منذ فترة طويلة وجود في مبارزة السلاح في الألعاب الأولمبية وألعاب عموم أمريكا وألعاب أمريكا الجنوبية مع منافسين رئيسين مثل باريس إينوستروزا، الذي شارك في ثلاث ألعاب أولمبية. رياضي آخر بارز هو فيليبي ألفير، الذي حصل على العديد من الميداليات في ألعاب عموم أمريكا في مبارزة سيف الشيش.

## الغولف
تُلعب الغولف في كل من المدن الرئيسة في وسط تشيلي وجنوبها، وانتشرت اللعبة مؤخرًا وحصلت على شعبية كبيرة. ومع ذلك، تمارس هذه الرياضة من قبل الطبقة العليا والطبقة الوسطى الغنية بسبب ارتفاع تكاليف المشاركة في اللعبة. أهم بطولة لُعبت في البلاد هي بطولة تشيلي المفتوحة.
هناك رمزان لهذه الرياضة في تشيلي. نيكول بيروت هي أكبر لاعبة غولف للسيدات في تشيلي بسبب مشاركتها البارزة في جولة (إل بّي جي إيه)، وهي الدائرة الرئيسة للغولف النسائية العالمية، وفازت ببطولة برعاية سلسلة صيدليات لوغنز دراغز لعام 2005. اللاعب الرئيس الحالي للذكور في تشيلي هو فيليبي أغيلار، الذي شارك في جولة (بّي جي إيه) الأوروبية، وأعظم إنجازاته هو الفوز بإندونيسيا المفتوحة في فبراير 2008 وكان أول مشارك في الحلبة التشيلية لجولة بّي جي إيه تور.

## الجمباز
بدأت ممارسة رياضة الجمباز في تشيلي مؤخرًا مع توماس غونزاليس سيبولفيدا، الذي تُوّج ببطولة العالم في العديد من الفئات، حصل توماس غونزاليس. في ديسمبر 2010 على «كوندور الذهب» من دائرة الصحفيين الرياضيين في تشيلي باعتباره أفضل رياضي تشيلي هذا العام.